# Albertville, Minnesota
Albertville är en stad (city) i Wright County i Minnesota. Vid 2010 års folkräkning hade Albertville 7 044 invånare.